# Jamnia
Jamnia (o Dabir) fou un thakurat garantit de la subagència Bhil, després agència de Bhopawar i al segle XX agència de Malwa, a l'Índia central regit per caps de la casta bhulala (barreija de bhils i rajputs) del clan songara chauhan, que portaven el títol de bhúmia (bhumia). Jamnia, igual que els altres principats (o thakurats) propers de Rajgarh, Garhi Bharudpura, Kothideh i Chiktiabar, va tenir part important en la història de Malwa. La capital era Jamnia i estava format per cinc pobles a la pargana de Dikthan (de Gwalior), Mauza Kheri a la pargana de Hasilpur, Dabhar (amb 6 llogarets annexes) al Nimar, i la comarca anomenada de les 47 pares bhils; el thakurat era feudatari de Gwalior, excepte per Mauza Kheri que ho era d'Indore, Dabhar que ho era de Dhar, i les 47 pares bhils que era feudatari directe dels britànics, i el conjunt estava garantit pels britànics, davant els quals el bhúmia responia pels robatoris als seus dominis. La major part del territori estava a la plana de Malwa o en algun cas a les faldilles de les muntanyes Vindhya amb una superfície de 46,5 bighes (bigha) equivalents a 101 km². L'estat disposava d'una gran cisterna i 59 dipòsits. La població era de 2.388 habitants el 1881 i 3.531 el 1931. Al final del segle XIX la capital s'havia traslladat a Kunjrod.

## Història
Els sobirans de Jamnia deien ser descendents del primers reis chauhans llegendaris. Anihil o Agnipal va governar vers el 600 aC i fou ancestre del raja Vasudev que va anar a Sanbhar des de Nagor (a Marwar) vers el 550. Raja Govind I de Guwak fou honorat amb títol de veer (heroi) vers el 756 i fou l'ancestre del raja Anaraja, aliat del famós Raja Prithwiraj III Chauhan el 1191. Raja Sonaji fou el fundador del clan songara chauhan clan, i ancestre dels governants de Jhalore (Jalore), Jamnia i Namli al Ratlam i de Jojawar a Jodhpur o Marwar.
Raja Silhardev, (Seruji o Silhadi) descendent de Rao Sonaji el fundador del clan songara chauhan, fou raja de Songadh (Mandu) i Raisen, i va morir en la batalla de Khanwa el 17 de març de 1527; el seu benét Nanaji amb ajut dels mogols d'Agra va derrotar a Raja Bajbadhur de Mandu a la batalla de Sarangpur i es va apoderar del fort de Songadh i l'emperador Akbar el Gran li va concedir vuit parganas (Betma, Sagor, Hasalpur, Digthan, Dharampuri, Nalcha, Maheshwar i Chikhalda) recuperant així el govern de Songadh a Mandu; fou el fundador de l'estat el 1555 amb 86 pobles. L'emperador Jahangir va concedir a Keshavdas el títol de raja i miraj-i-jung. Nadir Singh fou el sobirà més destacat i va elevar el poder de l'estat. Bhimanji va fer un tractat amb els britànics al començament del segle XIX (vers 1818). Molts dels pobles dels rages de Jamnia van quedar rodejats de territoris de Dhar, Gwalior i Indore en aquest temps i sota domini britànic al segle XIX fou inclòs a l'agència de Malwa.

## Llista de rages
- Raja NANAJI 1555 -
- Raja BHANAJI (fill)
- Raja TANANJI (fill, el 1601 combatia a la segona batalla d'Asirgarh)
- Raja KESHAVDAS (fill)
- Raja BHERUJI (fill)
- Raja JASHWANT SINGHJI (fill)
- Raja HARI SINGHJI
- Raja DEVI SINGHJI
- Raja ANUP SINGHJI
- Raja NAYDAR SINGHJI (Nadir Singh) vers 1800-1815
- Shrimant Raja BHIMANJI 1815-1820
- Raja MOTI SINGHJI vers 18520-1863
- Shrimant Raja HAMIR SINGHJI 1863-1924
- Shrimant Raja RAGHUNATH SINGHJI 1924-1943
- Shrimant Raja NARENDRA SINGHJI 1943-1948 (+2005)